# Boloria acrocnema
Boloria acrocnema (лат. Boloria acrocnema, енгл. Uncompahgre fritillary) је инсект из реда лептира (лат. Lepidoptera) и породице шаренаца (лат. Nymphalidae).

## Распрострањење
Ареал врсте је ограничен на једну државу. Сједињене Америчке Државе су једино познато природно станиште врсте.

## Угроженост
Ова врста се сматра рањивом у погледу угрожености врсте од изумирања.